# Мехал
Мехал (рум. Măhal) — село у повіті Клуж в Румунії. Входить до складу комуни Синмартін.
Село розташоване на відстані 323 км на північний захід від Бухареста, 40 км на північний схід від Клуж-Напоки.

## Населення
За даними перепису населення 2002 року у селі проживали 132 особи.
Національний склад населення села:
| Національність | Кількість осіб | Відсоток |
| -------------- | -------------- | -------- |
| румуни         | 119            | 90,2%    |
| цигани         | 13             | 9,8%     |

Рідною мовою назвали:
| Мова      | Кількість осіб | Відсоток |
| --------- | -------------- | -------- |
| румунська | 119            | 90,2%    |
| циганська | 13             | 9,8%     |